# Stadium Vélodrome de Bordeaux Lac
Das Stadium Vélodrome de Bordeaux Lac ist eine multifunktionale Sporthalle mit Radrennbahn im französischen Bordeaux.
Von 1987 bis 1989 wurde das Stadium Vélodrome de Bordeaux Lac erbaut, um die bis 1986 bestehende über 60 Jahre alte Radrennbahn im Stade du Parc Lescure zu ersetzen. Architekt der Halle war Roger Taillibert, der unter anderem auch das Stadion für die Olympischen Spiele 1976 in Montreal plante. Die Halle verfügt über eine Radrennbahn mit 250 Meter Länge und bietet Sitzplätze für 4500 Zuschauer. Im Innenraum stehen zudem Anlagen für Leichtathletik-Veranstaltungen zur Verfügung.
Zweimal fanden im Vélodrome UCI-Bahn-Weltmeisterschaften statt, 1998 und 2006. 2007 wurden hier die Bahnrad-Weltmeisterschaften der Behinderten ausgerichtet. 2015 war das Vélodrome Austragungsort der französischen Meisterschaften im Bahnradsport.